# Martial Pied
Martial Pied (1973) è un militare francese naturalizzato monegasco, comandante dei carabinieri del principe dal 2022.

## Biografia
Già ufficiale paracadutista dell'esercito francese da 26 anni, si è formato all'Ecole Militaire ed ha combattuto in Afghanistan. Entra come vice comandante dei carabinieri del principe di Monaco nel 2017. Nel gennaio 2022 è stato nominato comandante con i gradi di tenente colonnello.